# Premio Pulitzer per la drammaturgia
Il premio Pulitzer per la drammaturgia (Pulitzer Prize for Drama) è un premio letterario assegnato annualmente dal 1917 a un'opera di narrativa di un autore statunitense, che tratti in preferenza della vita americana. Nei suoi 100 anni di storia, il premio non è stato assegnato per 15 volte; degli ottantasei vincitori, dieci sono dei musical. Dal 1982 vengono annunciati anche i finalisti.

## Albo d'oro
I vincitori sono indicati in grassetto, a seguire i finalisti.

### Anni 1910
- 1918: Why Marry? di Jesse Lynch Williams

### Anni 1920
- 1920: Oltre l'orizzonte di Eugene O'Neill
- 1921: Miss Lulu Bett di Zona Gale
- 1922: Anna Christie di Eugene O'Neill
- 1923: Icebound di Owen Davis
- 1924: La fiumana della morte di Hatcher Hughes
- 1925: They Knew What They Wanted di Sidney Howard
- 1926: Craig's Wife di George Kelly
- 1927: In Abraham's Bosom di Paul Green
- 1928: Strano interludio (Strange Interlude) di Eugene O'Neill
- 1929: Street Scene di Elmer Rice

### Anni 1930
- 1930: Verdi pascoli di Marc Connelly
- 1931: Alison's House di Susan Glaspell
- 1932: Of Thee I Sing di George S. Kaufman, Morrie Ryskind, Ira Gershwin,
- 1933: Both Your Houses di Maxwell Anderson
- 1934: Men in White di Sidney Kingsley
- 1935: The Old Maid di Zoë Akins
- 1936: Idiot's Delight di Robert E. Sherwood
- 1937: You Can't Take it with You di Moss Hart, George S. Kaufman
- 1938: Piccola città (Our Town) di Thornton Wilder
- 1939: Abe Lincoln in Illinois di Robert E. Sherwood

### Anni 1940
- 1940: I giorni della vita (The Time of Your Life) di William Saroyan
- 1941: There Shall Be No Night di Robert E. Sherwood
- 1943: La famiglia Antrobus (The Skin of Our Teeth) di Thornton Wilder
- 1945: Harvey di Mary Chase
- 1946: State of the Union di Russel Crouse, Howard Lindsay
- 1948: Un tram che si chiama Desiderio (A Streetcar Named Desire) di Tennessee Williams
- 1949: Morte di un commesso viaggiatore (Death of a Salesman) di Arthur Miller

### Anni 1950
- 1950: South Pacific di Richard Rodgers, Oscar Hammerstein II, Joshua Logan
- 1952: The Shrike di Joseph Kramm
- 1953: Picnic di William Inge
- 1954: La casa da tè alla luna d'agosto (The Teahouse of the August Moon) di John Patrick
- 1955: La gatta sul tetto che scotta (Cat on a Hot Tin Roof) di Tennessee Williams
- 1956: Il diario di Anna Frank (The Diary of Anne Frank) di Albert Hackett e Frances Goodrich
- 1957: Lungo viaggio verso la notte (Long Day's Journey into Night) di Eugene O'Neill
- 1958: Look Homeward, Angel di Ketti Frings
- 1959: J.B. di Archibald MacLeish

### Anni 1960
- 1960: Fiorello! di Jerome Weidman, George Abbott, Jerry Bock, Sheldon Harnick
- 1961: All the Way Home di Tad Mosel
- 1962: How to Succeed in Business Without Really Trying di Frank Loesser e Abe Burrows
- 1965: La signora amava le rose (The Subject Was Roses) di Frank D. Gilroy
- 1967: Un equilibrio delicato (A Delicate Balance) di Edward Albee
- 1969: La grande speranza bianca (The Great White Hope) di Howard Sackler

### Anni 1970
- 1970: No Place to be Somebody di Charles Gordone
- 1971: The Effect of Gamma Rays on Man-in-the-Moon Marigolds di Paul Zindel
- 1973: That Championship Season di Jason Miller
- 1975: Marina di Edward Albee
- 1976: A Chorus Line di Michael Bennett, Nicholas Dante, James Kirkwood Jr., Marvin Hamlisch, Edward Kleban
- 1977: Prima dell'ombra (The Shadow Box) di Michael Cristofer
- 1978: The Gin Game di Donald L. Coburn
- 1979: Il bambino sepolto di Sam Shepard

### Anni 1980
- 1980: Talley's Folly di Lanford Wilson
- 1981: Crimini del cuore (Crimes of the Heart) di Beth Henley
- 1982: Storia di un soldato (A Soldier's Play) di Charles Fuller
- 1983
  - Buonanotte mamma ('night, Mother) di Marsha Norman
  - True West di Sam Shepard
- 1984
  - Glengarry Glen Ross di David Mamet
  - Pazzo d'amore di Sam Shepard
  - Painting Churches di Tina Howe
- 1985
  - Sunday in the Park with George di James Lapine e Stephen Sondheim
  - The Dining Room di A. R. Gurney
  - The Gospel at Colonus di Lee Breuer, Bob Telson
- 1987
  - Fences di August Wilson
  - Broadway Bound di Neil Simon
  - A Walk in the Woods di Lee Blessing
- 1988
  - A spasso con Daisy (Driving Miss Daisy) di Alfred Uhry
  - Boy's Life di Howard Korder
  - Talk Radio di Eric Bogosian
- 1989
  - The Heidi Chronicles di Wendy Wasserstein
  - Joe Turner's Come and Gone di August Wilson
  - M. Butterfly di David Henry Hwang

### Anni 1990
- 1990
  - The Piano Lesson di August Wilson
  - And What of the Night? di María Irene Fornés
  - Love Letters di A. R. Gurney
- 1991
  - Lost in Yonkers di Neil Simon
  - Prelude to a Kiss di Craig Lucas
  - Sei gradi di separazione (Six Degrees of Separation) di John Guare
- 1992
  - The Kentucky Cycle di Robert Schenkkan
  - Conversations with My Father di Herb Gardner
  - Miss Evers' Boys di David Feldshuh
  - Two Trains Running di August Wilson
  - Sight Unseen di Donald Margulies
- 1993
  - Angels in America - Fantasia gay su temi nazionali (Angels in America: A Gay Fantasia on National Themes) di Tony Kushner
  - The Destiny of Me di Larry Kramer
  - Fires in the Mirror di Anna Deavere Smith
- 1994
  - Tre donne alte (Three Tall Women) di Edward Albee
  - Keely and Du di Jane Martin
  - A Perfect Ganesh di Terrence McNally
- 1995
  - The Young Man from Atlanta di Horton Foote
  - The Cryptogram di David Mamet
  - Seven Guitars di August Wilson
- 1996
  - Rent di Jonathan Larson
  - A Fair Country di Jon Robin Baitz
  - Old Wicked Songs di Jon Marans
- 1997: non assegnato
  - Collected Stories di Donald Margulies
  - The Last Night of Ballyhoo di Alfred Uhry
  - Pride's Crossing di Tina Howe
- 1998
  - How I Learned to Drive di Paula Vogel
  - Freedomland di Amy Freed
  - Tre giorni di pioggia di Richard Greenberg
- 1999
  - Wit di Margaret Edson
  - Running Man di Cornelius Eady e Diedre Murray
  - Side Man di Warren Leight

### Anni 2000
- 2000
  - Dinner with Friends di Donald Margulies
  - In the Blood di Suzan-Lori Parks
  - King Hedley II di August Wilson
- 2001
  - Proof di David Auburn
  - The Play About the Baby di Edward Albee
  - The Waverly Gallery di Kenneth Lonergan
- 2002
  - Topdog/Underdog di Suzan-Lori Parks
  - The Glory of Living di Rebecca Gilman
  - Yellowman di Dael Orlandersmith
- 2003
  - Anna in the Tropics di Nilo Cruz
  - La capra o chi è Sylvia? di Edward Albee
  - Take Me Out di Richard Greenberg
- 2004
  - I Am My Own Wife di Doug Wright
  - Man from Nebraska di Tracy Letts
  - Omnium Gatherum di Theresa Rebeck e Alexandra Gersten-Vassilaros
- 2005
  - Il dubbio (Doubt: A Parable) di John Patrick Shanley
  - The Clean House di Sarah Ruhl
  - Thom Pain (based on nothing) di Will Eno
- 2006: non assegnato
  - Miss Witherspoon di Christopher Durang
  - The Intelligent Design of Jenny Chow di Rolin Jones
  - Red Light Winter di Adam Rapp
- 2007
  - La tana del bianconiglio (Rabbit Hole) di David Lindsay-Abaire
  - Bulrusher di Eisa Davis
  - Orpheus X di Rinde Eckert
  - Elliot, a Soldier's Fugue di Quiara Alegría Hudes
- 2008
  - Agosto, foto di famiglia (August: Osage County) di Tracy Letts
  - Dying City di Christopher Shinn
  - Yellow Face di David Henry Hwang
- 2009
  - Ruined di Lynn Nottage
  - Becky Shaw di Gina Gionfriddo
  - In the Heights di Lin-Manuel Miranda e Quiara Alegría Hudes

### Anni 2010
- 2010
  - Next to Normal di Tom Kitt e Brian Yorkey
  - Una tigre del Bengala allo zoo di Baghdad (Bengal Tiger at the Baghdad Zoo) di Rajiv Joseph
  - The Elaborate Entrance of Chad Deity di Kristoffer Diaz
  - In the Next Room (or The Vibrator Play) di Sarah Ruhl
- 2011
  - Clybourne Park di Bruce Norris
  - Detroit di Lisa D'Amour
  - A Free Man of Color di John Guare
- 2012
  - Water by the Spoonful di Quiara Alegría Hudes
  - Other Desert Cities di Jon Robin Baitz
  - Sons of the Prophet di Stephen Karam
- 2013
  - Disgraced di Ayad Akhtar
  - Rapture, Blister, Burn di Gina Gionfriddo
  - 4000 Miles di Amy Herzog
- 2014
  - The Flick di Annie Baker
  - The (Curious Case of the) Watson Intelligence di Madeleine George
- 2015
  - Between Riverside and Crazy di Stephen Adly Guirgis
  - Marjorie Prime di Jordan Harrison
  - Father Comes Home From the Wars (Parts 1, 2, &3) di Suzan-Lori Parks
  - Fun Home di Jeanine Tesori e Lisa Kron
- 2016
  - Hamilton di Lin-Manuel Miranda
  - Gloria di Branden Jacobs-Jenkins
  - The Humans di Stephen Karam
- 2017
  - Sweat di Lynn Nottage
  - A 24-Decade History of Popular Music di Taylor Mac
  - The Wolves di Sarah DeLappe
- 2018
  - Cost of Living di Martyna Majok
  - Everybody di Branden Jacobs-Jenkins
  - The Minutes di Tracy Letts
- 2019
  - Fairview di Jackie Sibblies Drury
  - Dance Nation di Clare Barron
  - What the Constitution Means to Me di Heidi Schreck

### Anni 2020
- 2020
  - A Strange Loop di Michael R. Jackson
  - Heroes of the Fourth Turning di Will Arbery
  - Soft Power di David Henry Hwang e Jeanine Tesori
- 2021
  - The Hot Wing King di Katori Hall
  - Cicle Jerk di Michael Breslin e Patrick Foley
  - Stew di Zora Howard
- 2022[1]
  - Fat Ham di James Ijames
  - Selling Kabul di Sylvia Khoury
  - Kristina Wong, Sweatshop Overlord di Kristina Wong
- 2023[2]
  - English di Sanaz Toossi
  - On Sugarland di Aleshea Harris
  - The Far Country di Lloyd Suh
- 2024[3]
  - Primary Trust di Eboni Booth
  - Here There Are Blueberries di Moises Kaufman e Amanda Gronich
  - Public Obscenities di Shayok Misha Chowdhury
- 2025
  - Purpose di Branden Jacobs-Jenkins
  - The Ally di Itamar Moses
  - Oh, Mary! di Cole Escola